# Marssenger
Marssenger Kitchenware (Chino simplificado: 火星人厨具) es un proveedor chino de electrodomésticos de cocina. Fue fundada en 2010 en Haining, Zhejiang y salió a bolsa en 2020 en la Bolsa de Shenzhen. Marssenger ofrece estufas integradas, lavavajillas integrados, lavavajillas de fregadero, fregaderos integrados, calentadores de agua y electrodomésticos integrados. Marssenger es el mayor productor de electrodomésticos de cocina integrados en China.

## Historia
Zhejiang Marssenger Kitchenware fue establecida en 2010. La primera tienda franquiciada abrió en 2011.
En 2013, la estufa integrada Marssenger X7 ganó el Premio de Oro de Diseño IF. En julio, recibió el Red Dot Award de Alemania. Desde 2014, Marssenger ha ganado el certificado de "Empresa de Alta Tecnología" en China 4 veces.
En junio de 2015, se lanzó la estufa integrada Marssenger X2 con caja de vapor.
En marzo de 2016, las estufas integradas de Marssenger recibieron una declaración notarial que indica 'Capaz de absorber humos de aceite de freír 100 chiles'. En 2016, Marssenger completó su reforma accionarial y fue renombrada como Marssenger Kitchenware Co., Ltd.
A partir de junio de 2021, Marssenger tenía más de 1,900 tiendas de distribuidores en China.